# Bureau of Engraving and Printing
Il Bureau of Engraving and Printing (acronimo BEP), è una agenzia governativa statunitense all'interno del Dipartimento del Tesoro degli Stati Uniti che ha l'incarico di progettare e realizzare una vasta gamma di strumenti finanziari per il Governo federale degli Stati Uniti.

## Storia
Il Bureau of Engraving and Printing affonda le sue radici durante la guerra di secessione, quando nel luglio 1861 il Congresso statunitense autorizzò il Segretario al Tesoro degli Stati Uniti di emettere banconote per sostituire la moneta corrente e ovviare alla mancanza di fondi per finanziare il proseguimento del conflitto. Le banconote così emesse vennero chiamate Demand Note poiché erano pagabili on demand in denaro corrente presso diversi uffici del Tesoro.
In questo periodo però il Governo statunitense non aveva locali dove fabbricare banconote ed assegnò ad una ditta privata il compito di stampate le Demand Note che vennero realizzate in quattro fogli.